# لواسة شاحبة
لواسة شاحبة (الاسم العلمي:Loasa pallida) هي نوع من النباتات تتبع جنس اللواسة من الفصيلة اللواسية.